# モスクワ・オープン大学
モスクワ・オープン大学（もすくわ・おーぷんだいがく、英語: Moscow State Open University、公用語表記: Московский государственный открытый университет）は、ロシア、モスクワに本部を置くロシアの国立大学。1932年創立、1932年大学設置。大学の略称はМГОУ。

## 概要
旧名は全連邦通信制工業大学と言う。遠隔教育（通信教育）を行っている大学である。
入学試験があり、また、ロシア国外で教育を受けることができない。もし入学したい場合はロシアに移住する必要がある。

## 出身者
- ヴィクトル・チェルノムイルジン - ロシア元首相